# 南井克巳
南井 克巳（みない かつみ、1953年1月17日 - ）は、日本中央競馬会 (JRA) の元騎手、元調教師。京都府京都市生まれ、愛知県刈谷市育ち。名騎手として知られ、騎手としての成績は13120戦1527勝。
名が示す通り、巳年の生まれ。元騎手で調教助手の南井大志は長男。

## 来歴
1953年に京都府京都市伏見区に生まれた。4歳時に転居した愛知県刈谷市の祭り「万燈祭り」で饗される古式競馬に惹かれ、騎手に憧れるようになる。刈谷市立小垣江小学校、刈谷市立依佐美中学校を卒業。なお、15歳年下の熊沢重文も南井と同じく小垣江小学校と依佐美中学校を卒業している。中学校卒業後、刈谷市に隣接する豊明市にある中京競馬場の厩舎に通い、工藤嘉見調教師に声を掛けられると、日本中央競馬会馬事公苑の長期騎手課程を受講したのち、1970年に騎手見習いとして入門する。
1971年に騎手としてデビューする。1973年にはライトロングで皐月賞、東京優駿に騎乗し、3年目で八大競走に初騎乗となる。一時期は大舞台に恵まれず、勝利数も上積みがないことから、スランプに陥り引退も考えたという。この状況を見かねた宇田明彦調教師に声をかけられ、1978年に同厩舎所属となる。この出来事は南井にとって「大変ありがたいことだった」と語っており、「感謝の意を忘れないように」と、宇田が亡くなって厩舎が解散になりフリーになっても、調教服は以前のまま宇田厩舎の黄色い服を着続け、その服は2023年2月に定年で引退するまで南井厩舎の調教服であった。
1987年には小原伊佐美調教師からタマモクロスの騎乗を依頼される。このことが今後の南井の方向性を位置づける。タマモクロスは1987年の夏までは単なる条件馬にすぎなかったが、秋になると頭角を現し、条件戦をクリア、重賞初挑戦となる鳴尾記念を制し、翌1988年にはスポーツニッポン賞金杯、阪神大賞典、天皇賞（春）、宝塚記念、天皇賞（秋）と6連勝を果たす。その後ジャパンカップと有馬記念は2着だったが、連対を外すことはなかった。のちに南井も騎乗するオグリキャップとの死闘は競馬ブームの最中、今まで見向きもされなかった芦毛の馬が脚光を浴びるようになる。
タマモクロスの騎乗により南井にも有力馬の騎乗依頼が多くなった。なかでも特筆すべきはオグリキャップの全盛期というべき数え5歳秋の年の騎乗である。毎日王冠でのイナリワンとの死闘、天皇賞（秋）でのスーパークリークへの敗北（オグリは敗戦の悔しさのあまり、勝ったスーパークリークを睨み付けたまま動かなかったという）、マイルチャンピオンシップでの、絶望的な位置からの差し切り（南井はその勝負根性に感涙した）、連闘で迎えたジャパンカップでの世界レコードの激走など、「豪腕」・「ファイター」と言われた南井は、根性を剥き出しにして走るオグリキャップとは相性が良かった。多数の名手を鞍上に迎えたオグリキャップにとってもベストパートナーと言えた。
1993年、大久保正陽調教師からナリタブライアンへの騎乗を依頼され、ナリタブライアンの主戦騎手となる。翌1994年、ナリタブライアンは史上5頭目となるクラシック三冠の栄光に輝いた。1994年には年間GI5勝（ナリタブライアンで三冠競走、有馬記念およびマーベラスクラウンでジャパンカップ。当時の年間GI最多勝記録）の大活躍で、JRA賞特別賞・日本プロスポーツ大賞殊勲賞を受賞した。また、年末の第45回NHK紅白歌合戦に審査員として出演。これはJRA関係者では初めてであり、NARを含めても1971年の第22回で審査員を務めた高橋優子以来2人目となる競馬関係者の出演である。
1998年にはサイレンススズカへの代打騎乗で宝塚記念を優勝。同馬にとって唯一のGIタイトルをもたらし、そして南井自身にとってもこれが現役生活最後のGIレース勝利となった。1999年に騎手を引退し、調教師となる。引退レースは自らの出発点であった中京競馬場で迎え、当日のメインレース、かつ自身のラストランであった白川郷ステークスでは、リキアイワカタカを1着に持ってきて有終の美を飾った。当日本レースを中継した東海テレビでは、最後の直線で実況アナウンサーである吉村功が「ここでは他の馬には失礼して」と断ってから、カメラを鞍上の南井の姿をクローズアップにして実況を行った。
GIを勝つまでにデビューから17年かかり、にもかかわらず1988年以降頻繁にGIを勝つようになったことについて問われた南井は、次のように答えた。
2000年に工藤嘉見厩舎を引き継ぎ、ウイングアローで第1回ジャパンカップダートを制す。騎手としてGIを制覇するまでは18年もの歳月を要したが、調教師としては1年目からGIを制した。しかしながらこれが調教師として唯一のGI制覇である。
2021年1月16日、小倉競馬第2Rをタマモティータイムで勝利し、調教師としてJRA通算400勝を達成した。
2023年2月28日をもって調教師を引退した（前述）。

## 騎手成績
| 通算成績 | 1着  | 2着  | 3着  | 騎乗数 | 勝率 | 連対率 |
| -------- | ---- | ---- | ---- | ------ | ---- | ------ |
| 平地     | 1522 | 1507 | 1524 | 13097  | .116 | .231   |
| 障害     | 5    | 0    | 5    | 23     | .217 | .217   |
| 計       | 1527 | 1507 | 1529 | 13120  | .116 | .231   |

|            | 日付          | 競走名           | 馬名               | 頭数 | 人気 | 着順 |
| ---------- | ------------- | ---------------- | ------------------ | ---- | ---- | ---- |
| 初騎乗     | 1971年3月6日  | -                | タイセイキング     | -    | -    | 9着  |
| 初勝利     | 1971年3月6日  | -                | カミノサブロウ     | -    | -    | 1着  |
| 重賞初騎乗 | 1971年9月19日 | 読売カップ（秋） | シンイチクイン     | 10頭 | 10   | 8着  |
| 重賞初勝利 | 1973年2月4日  | 中日新聞杯       | キョウエイアタック | 12頭 | 3    | 1着  |
| GI級初騎乗 | 1973年4月8日  | 桜花賞           | キョウエイシップ   | 18頭 | 12   | 6着  |
| GI初勝利   | 1988年4月29日 | 天皇賞（春）     | タマモクロス       | 18頭 | 1    | 1着  |

### 主な騎乗馬
※太字はGI競走。
- ミツノセカイ（1973年アラブ大賞典（春））
- キョウエイアタック（1973年中日新聞杯）
- カミイチ（1975年北海道3歳ステークス）
- ファインドラゴン（1979年京都新聞杯、阪神大賞典）
- テルノホープ（1982年金鯱賞）
- ハンキイナリ（1982年阪神大賞典）
- ニホンピロウイナー（1984年朝日チャレンジカップ）
- キクノペガサス（1984年愛知杯、阪神牝馬特別、1985年中日新聞杯）
- グローバルダイナ（1985年阪神牝馬特別、北九州記念、小倉大賞典）
- ゴールドウェイ（1985年毎日王冠）
- ロングハヤブサ（1986年マイラーズカップ、阪急杯）
- ダイナサンキュー（1986年デイリー3歳ステークス）
- ノックアウト（1987年金鯱賞）
- マヤノジョウオ（1987年北九州記念、1988年京都牝馬特別）
- プレジデントシチー（1987年朝日チャレンジカップ）
- タマモクロス（1987年鳴尾記念、1988年金杯（西）、阪神大賞典、天皇賞（春）、宝塚記念、天皇賞（秋））
- オグリキャップ（1988年京都4歳特別、1989年オールカマー、毎日王冠、マイルチャンピオンシップ）
- バンブービギン（1989年京都新聞杯、菊花賞）
- ハクタイセイ（1990年皐月賞）
- シンウインド（1990年京王杯スプリングカップ）
- ファンドリポポ（1990年朝日チャレンジカップ）
- イブキマイカグラ（1990年阪神3歳ステークス、弥生賞、NHK杯）
- メインキャスター（1990年阪神牝馬特別）
- シンホリスキー（1991年きさらぎ賞）
- ケイエスミラクル（1991年スワンステークス）
- カミノクレッセ（1992年日経新春杯）
- ナリタタイセイ（1992年NHK杯）
- マイスーパーマン（1992年セントウルステークス）
- エルウェーウィン（1992年朝日杯3歳ステークス、1996年アルゼンチン共和国杯）
- ネオアイク（1993年タマツバキ記念）
- ナリタブライアン（1993年朝日杯3歳ステークス、1994年共同通信杯4歳ステークス、スプリングステークス、皐月賞、東京優駿、菊花賞、有馬記念、1995年阪神大賞典）
- ナムラコクオー（1994年NHK杯）
- マーベラスクラウン（1994年金鯱賞、京都大賞典、ジャパンカップ）
- エイシンバーリン（1995年クイーンカップ、アーリントンカップ、1997年京都牝馬特別、シルクロードステークス）
- ナリタキングオー（1995年共同通信杯4歳ステークス、スプリングステークス）
- エイシンイットオー（1995年小倉3歳ステークス）
- ロイヤルスズカ（1997年ダービー卿チャレンジトロフィー）
- シンカイウン（1997年朝日チャレンジカップ）
- マチカネフクキタル（1997年神戸新聞杯、京都新聞杯、菊花賞）
- ゴーイングスズカ（1998年目黒記念）
- サイレンススズカ（1998年宝塚記念）
- ウイングアロー（1998年ユニコーンステークス）
- アドマイヤコジーン（1998年東京スポーツ杯3歳ステークス）

## 調教師成績
|                     | 日付           | 競馬場・開催  | 競走名               | 馬名               | 頭数 | 人気 | 着順 |
| ------------------- | -------------- | ------------- | -------------------- | ------------------ | ---- | ---- | ---- |
| 初出走              | 2000年3月4日   | 1回中京1日5R  | 5歳上500万下         | ホマレタイコウ     | 14頭 | 9    | 11着 |
| 初勝利              | 2000年7月30日  | 2回函館8日2R  | 4歳未勝利            | ドラマチックタイム | 11頭 | 3    | 1着  |
| 重賞初出走          | 2000年3月12日  | 1回阪神6日11R | 4歳牝馬特別          | エンゼルカロ       | 16頭 | 5    | 12着 |
| GI初出走            | 2000年4月11日  | 2回阪神6日11R | 桜花賞               | エンゼルカロ       | 18頭 | 14   | 13着 |
| 重賞初勝利 GI初勝利 | 2000年11月25日 | 6回東京7日11R | ジャパンカップダート | ウイングアロー     | 15頭 | 4    | 1着  |

### 主な管理馬
※括弧内は当該馬の優勝重賞競走、太字はGI級競走。
- ウイングアロー（2000年・2001年ブリーダーズゴールドカップ、2000年ジャパンカップダート）
- タマモホットプレイ（2004年スワンステークス、2006年シルクロードステークス）
- ビッグプラネット（2005年アーリントンカップ、2006年京都金杯）
- ピエナビーナス（2009年クイーンステークス）
- オースミスパーク（2010年小倉大賞典）
- タマモベストプレイ（2013年きさらぎ賞）
- ホウライアキコ（2013年小倉2歳ステークス、デイリー杯2歳ステークス）
- メイショウスミトモ （2017年シリウスステークス、名古屋グランプリ）
- サトノフェイバー （2018年きさらぎ賞）
- タマモプラネット （2018年京都ジャンプステークス）

## テレビ出演
- 第45回NHK紅白歌合戦（1994年12月31日、NHK総合・ラジオ第1）

中央競馬関係者として初の出演。プロ野球選手のイチロー（当時オリックス・ブルーウェーブ）や、棋士の羽生善治、俳優の赤井英和らと共に審査員として出演。
- さんまのナンでもダービー（テレビ朝日）
- フロンティア（テレビ朝日）

長男・大志と共に出演。河島英五の「時代おくれ」が好きという南井に対し、河島の自宅と中継でつなぎ河島がギターによる「時代おくれ」の生弾き語りを披露し、南井を感激させた。
- 草野仁のGate J.プラス（グリーンチャンネル）

## 主な厩舎スタッフ
- 土肥幸広（2004年 - 2017年、調教助手）